# Manuel Kantakuzen (uzurpator)
Manuel Kantakuzen (zm. po 1469) – bizantyński uzurpator w Despotacie Morei w latach 1453-1454. 

## Życiorys
Był wnukiem  despoty Morei Demetriusza Kantakuzena. W 1453 wszczął rebelię na Peloponezie przeciwko rządom Tomasza Paleologa i Demetriusza Paleologa. Poparło go 30000 Albańczyków niezadowolonych z rządów obu despotów. Paleologowie uzyskali pomoc Turków Osmańskich oraz Wenecji. W 1454 rewolta została stłumiona. 